# Ragazze lupo
Ragazze lupo è un romanzo fantasy di Martin Millar, che ha come protagonista una giovane ragazza lupo: oppressa dal padre e macchiatasi di un delitto, fugge a Londra per evitare la condanna del proprio clan.

## La trama
Protagonista del romanzo è Kalix, una ragazza lupo discendente dalla più antica e potente famiglia di licantropi del mondo, quella dei MacRinnalch. Aggirandosi sola, senza amici e senza compagnia, per le vie di Londra, rischia ogni giorno la morte a causa dei cacciatori di licantropi, o, peggio, dei suoi stessi fratelli che cercano di eliminarla perché considerata un disonore per la loro dinastia. Anoressica, dipendente dal laudano, sofferente di depressione e di attacchi d'ansia, s'imbatte per caso in due studenti universitari, Moonglow e Daniel. I due vivono insieme, condividendo i corsi di studio ed aiutandosi a vicenda. Da sempre Daniel è innamorato di Moonglow, ma non ha il coraggio di rivelarglielo: mente a sé stesso, per convincersi di essere solo un suo amico, dato che Moonglow è già fidanzata.
Moonglow e Daniel decidono di ospitare Kalix, che risponde alle loro attenzioni con sgarbo, ma che poi, lentamente, si abitua alla loro vita, arrivando a considerarli amici. Sulla ragazza lupo continua a gravare la minaccia dei fratelli e dei cacciatori: per nascondersi a loro ha bisogno di un talismano che le aveva donato la sorella, ma che ha dato come pagamento al suo mercante di fiducia in cambio di una dose di laudano. Così i due umani si offrono di aiutarla nella ricerca del magico oggetto.
Alla trama principale si intrecciano le avventure di alcuni personaggi secondari, come Malveria, la sovrana malvagia e altezzosa degli Spiriti del Fuoco, comicamente impegnata nella ricerca di vestiti d'alta moda, e Thrix, sorella di Kalix, nonché stilista famosa.
Parallelamente assistiamo alla faida nata nel seno della famiglia MacRinnalch, a causa dell'omicidio del capoclan, commesso proprio da Kalix: i due figli maschi si contendono la supremazia in uno scontro all'ultimo sangue. Kalix è per entrambi preda ambita, perché la sua cattura potrebbe far pendere la bilancia dalla parte di chi riuscisse a riportarla al castello.

## I personaggi
- Kalix : è una ragazza lupo, discendente della più potente famiglia di Licantropi del mondo. Viene dalla Scozia. Soffre di anoressia e non mangia praticamente nulla se non nella sua forma ferale, durante le notti di luna piena.
- Daniel: ragazzo timido, appassionato di heavy metal. Insieme a Moonglow, decide di "adottare" Kalix.
- Moonglow: compagna di studi di Daniel, dolce e premurosa. È una gothic darkgirl.
- Malveria: la malvagia sovrana degli Spiriti del Fuoco. Ossessionata dalla moda e dallo stile, è amica della sorella di Kalix, Thrix.
- Thrix: ragazza lupo, sorella di Kalix e famosa stilista di moda. L'unica licantropa bionda. La rende ancora più unica il fatto che abbia anche poteri magici.Bella ed affascinante, ha deciso di staccarsi dalle antiche tradizioni della sua famiglia per dedicarsi al mondo dell'alta moda.
- Gawain: amante di Kalix, con cui lei fugge da casa a soli quattordici anni.Quando fu scoperto dal Signore Dei Lupi fu cacciato dal Clan perché, anche se di nobile famiglia, non era degno di sposare Kalix perché un suo antenato era umano.
- Dominil: donna lupo dal pelo candido e dal raro fascino, tanto che si pensa che abbia preso i geni di un lupo artico. Ha avuto una breve relazione con Sarapen. Da quando si sono lasciati cerca in ogni modo di vendicarsi.
- Markus: Fratello di Kalix, Thrix e Sarapen è un ragazzo effeminato a cui piace indossar abiti femminili, è il figlio prediletto di Verasa, che cerca di farlo diventare Signore dei Lupi.
- Sarapen: Fratello di Kalix, Thrix e Markus, è il primogenito e gli spetterebbe di diritto il ruolo di Signore dei Lupi ma Verasa vuole che sia Markus a diventarlo.Alto quai due metri, molto imponente e forte. Ha avuto per qualche breve tempo una relazione con Dominil.
- Fratelli MacPhee: I tre fratelli MacPhee, Rhona, Duncan e Fergus.Figli del barone MacPhee, hanno la fama di aver compiuto azioni poco nobili. Vengono ingaggiati da Sarapen per uccidere Kalix.
- Decembrius: Giovane uomo lupo con doti di chiaro veggenza. Ha capelli rossi portati all'indietro e un piercing.
- Cugine Innominabili: Beauty e Delicious, i cui nomi sono rispettivamente Butix e Delix, dette anche "Cugine Innominabili", sono due membri del Gran Consiglio, chiamate "innominabili" perché alla morte del padre cominciarono a spendere. Facendo occupare degli affari due consulti strapagati. Beauty ha i capelli rosa e Delicious blu, entrambe tinte.Suonano la chitarra elettrica e sono brave cantanti, il ciò unito alla bellezza unica dei MacRinnalch le avrebbe dato molto successo se solo non si ubriacassero di continuo. Il loro essere licantrope fa sì che possano sopportare dosi di superalcolici maggiori.

## Edizione
- Martin Millar, Ragazze lupo, traduzione di Lucia Olivieri, I ed., Roma, Fazi Editore (collana Lain n° 44), 2007,  p. 666, ISBN 978-88-7625-039-2.